# Liste der Kardinalskreierungen Gregors XIV.

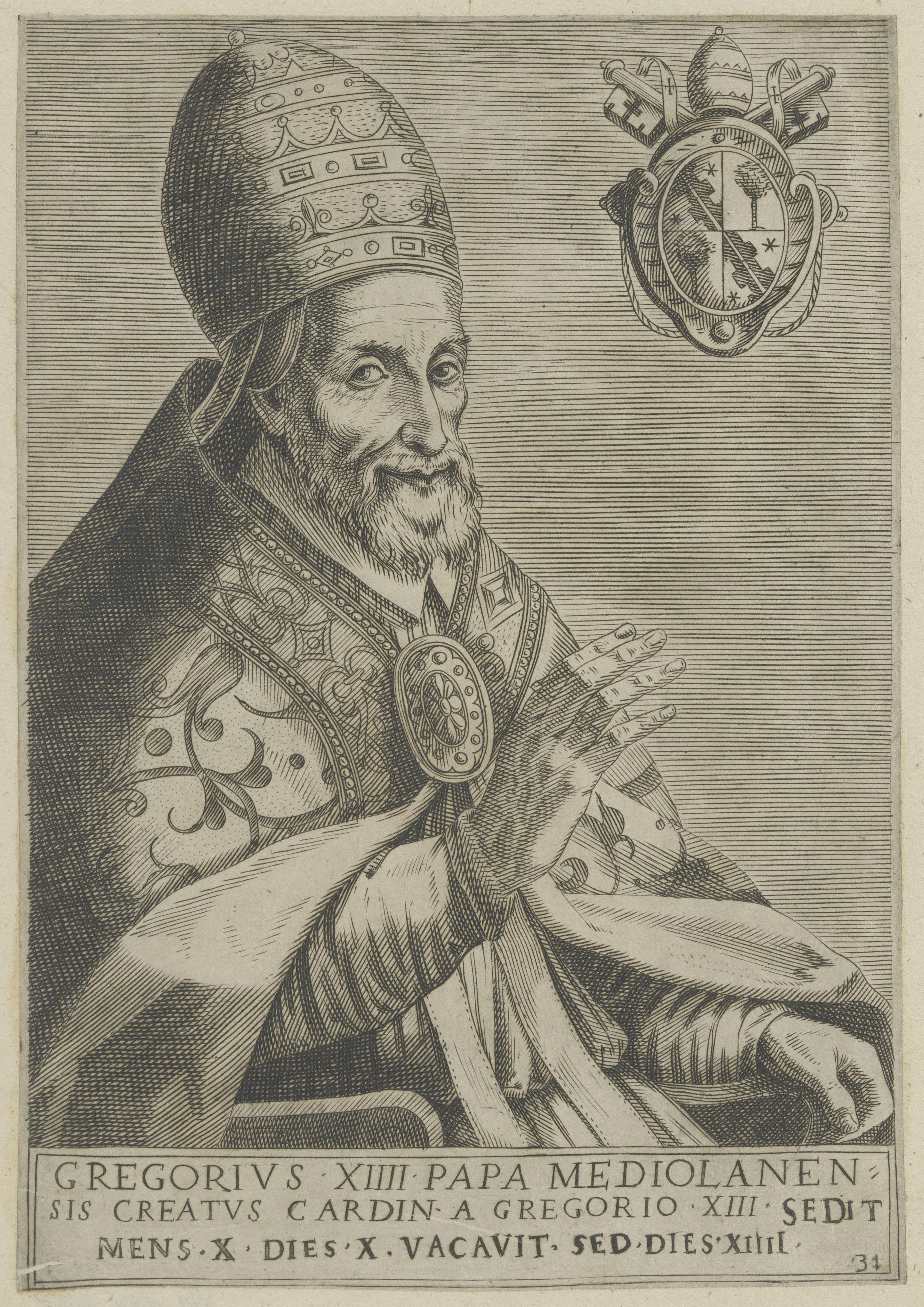
Gregor XIV.

Im Verlauf seines Pontifikates kreierte Papst Gregor XIV. folgende Kardinäle:

## 19. Dezember 1590
- Paolo Emilio Sfondrati

## 6. März 1591
- Ottavio Paravicini
- Ottavio Acquaviva d’Aragona
- Odoardo Farnese
- Flaminio Piatti